# Seznam zahraničních cest Tomáše Garrigua Masaryka
Toto je seznam zahraničních cest Tomáše Garrigua Masaryka v době vykonávání úřadu prezidenta Československa v letech 1918–1935.

## Před návratem do Československa
Tomáš Garrigue Masaryk byl zvolen ve volbě prezidenta Československa 14. listopadu 1918, když se právě nacházel v New Yorku ve Spojených státech amerických. Jeho pravomoci do jeho návratu do Prahy a prezidentském slibu 21. prosince 1918 vykonávala vláda Československé republiky.
| Poř. | Země               | Místo         | Datum         | Podrobnosti |
| ---- | ------------------ | ------------- | ------------- | --- |
| 1.   | USA                | New York      | listopad 1918 | Prezident obdržel telegram o svém zvolení 16. listopadu 1918 při jednání v Lawyers Clubu v New Yorku. |
| 2.   | Spojené království | Londýn        | 1918          | Návštěva po připlutí mezioceánskou lodí Carmania. 30. listopadu 1918 setkání ministrem zahraničí Arthurem Balfourem a Winstonem Churchillem v Londýně.                                                                                            |
| 3.   | Francie            | Paříž, Darney | prosinec 1918 | Oficiální návštěva. 7. prosince 1918 setkání s prezidentem Raymondem Poincaré v Paříži. 9. prosince 1918 návštěva Darney, kde prezident provedl přehlídku Československých legií. 13. prosince setkání s premiérem Georgesem Clemenceau v Paříži. |
| 4.   | Italské království | Padova        | prosinec 1918 | Státní návštěva. Setkání s králem Viktorem Emanuelem III. 16. prosince 1918 v Padově. |
| 5.   | Německé Rakousko   | –             | prosinec 1918 | Překročení hranice 20. prosince 1918 v Horním Dvořišti, kde prezidenta slavnostně přivítalo Revoluční národní shromáždění. |

## Zahraniční cesty po složení slibu
| Poř. | Země                     | Místo                                                                          | Datum               | Podrobnosti |
| ---- | ------------------------ | ------------------------------------------------------------------------------ | ------------------- | --- |
| 1.   | Italské království       | Neapol, Capri, Pompeje                                                         | 1921                | 21. května 1921 vyrazil prezidentský vlak z Wilsonova nádraží do Neapole. Zdravotní návštěva ostrova Capri. |
| 2.   | Rakousko                 | Selzthal, Hallstatt, Attnang-Puchheim                                          | 1921                | Setkání s rakouským prezidentem Michaelem Hainischem 10. srpna 1921 v obci Selzthal a následná společná cesta do Hallstattu na břehu Halštatského jezera. Setkání s rakouským kancléřem Johannem Schoberem a společné rozloučení v obci Attnang-Puchheim. |
| 3.   | Švýcarsko                | Ženeva                                                                         | březen 1922         | Přednáška ve Slovanském domě v Ženevě 14. března 1922. |
| 4.   | Švýcarsko                | Montreux                                                                       | červen 1922         | Soukromá návštěva Olgy Masarykové v Montreux. |
| 5.   | Italské království       | Capri, Neapol, Vesuv, Pompeje, Řím                                             | 1922                | Zdravotní návštěva ostrova Capri. Návštěva Neapole, Vesuvu, Pompejí a Říma. |
| 6.   | Švýcarsko                | Montreux                                                                       | červen 1923         | Soukromá návštěva Olgy Masarykové v Montreux. |
| 7.   | Francie                  | Marseille, Alžír                                                               | 1923                | – |
| 8.   | Francouzské Tunisko      | Tunis                                                                          | 1923                | – |
| 9.   | Egyptské království      | ?                                                                              | 1923                | Soukromá návštěva |
| 10.  | Britský mandát Palestina | ?                                                                              | 1923                | Soukromá návštěva |
| 11.  | Italské království       | ?                                                                              | 1923                | Soukromá návštěva |
| 12.  | Švýcarsko                | Montreux                                                                       | říjen 1923          | Soukromá návštěva Olgy Masarykové v Montreux. |
| 13.  | Francie                  | Paříž, Mourmelon-le-Petit                                                      | říjen 1923          | Státní návštěva. V Paříži 16. října 1923 přijat prezidentem Alexandre Millerandem. 17. října 1923 společná návštěva Antoina Meilleta v Institutu d'études slaves a uctění památky Ernesta Denise. Návštěva bojiště bitvy na Marně a setkání s maršálem Ferdinandem Fochem. 19. října 1923 odjezd belgickým královským vlakem do Bruselu.                                                                 |
| 14.  | Belgie                   | Brusel, Ostende                                                                | říjen 1923          | Státní návštěva. 20. října 1923 přivítání v Bruselu s králem Albertem I. Belgickým a princem Leopoldem. |
| 15.  | Spojené království       | Dover, Londýn, Oxford                                                          | říjen 1923          | Státní návštěva. 22. října 1923 setkání s králem Jiřím V. v Buckinghamském paláci. 23. října 1923 návštěva Oxfordské univerzity. |
| 16.  | Rakousko                 | Linec                                                                          | říjen 1923          | Návštěva Lince 26. října 1923 a setkání se zástupci československých spolků v Horních Rakousích. |
| 17.  | Italské království       | Palermo                                                                        | 1924                | Návštěva Sicílie |
| 18.  | Švýcarsko                | Bern, Ženeva                                                                   | 1927                | Státní návšteva. Setkání s prezidentem Spolkové rady Giuseppem Mottou 10. března 1927 v Bernu. Návštěva jednání Společnosti národů v Ženevě. |
| 19.  | Francie                  | Paříž                                                                          | 1927                | Státní návšteva |
| 20.  | Egyptské království      | Alexandrie, Káhira, Asuán, Luxor                                               | březen – duben 1927 | Připlutí 26. března 1927 do Alexandrie. Přijetí králem Fuadem I. v Káhiře. Návštěva Gízké nekropole, Egyptského muzea v Káhiře a Údolí králů u Luxoru. |
| 21.  | Britský mandát Palestina | Jeruzalém, Betlém, Rišon le-Cijon, Tel Aviv, Náblus, Bejt Alfa, Nazaret, Haifa | duben 1927          | 8. dubna 1927 příjezd do Jeruzaléma. Setkání se Samuelem Hugo Bergmannem v Jeruzalémě a návštěva kibucu Bejt Alfa. |
| 22.  | Egyptské království      | Kantara                                                                        | duben 1927          | Návštěva města Kantara na cestě z Palestiny. 16. dubna 1927 odplutí do Řecka. |
| 23.  | Řecko                    | Pireus, Athény, Patra, Olympie, Delfy, Nauplion                                | 1927                | 18. dubna 1927 připlul lodí do Pireus z Alexandrie. Návštěva řeckého prezidenta Pavlose Kunduriotise v Athénách. 25. dubna 1927 návštěva Apollónova chrámu v Delfách. 26. dubna 1927 připlutí do Patry. Dne 30. dubna 1927 ráno se prezident s doprovodem vrátil zpět do Pírea, odkud následujícího dne vypluli na lodi Lamartine. Návštěva Olympie. 28. dubna 1927 vyplutí lodí z Patrasu do Nauplionu. |
| 24.  | Italské království       | Pompeje                                                                        | 1927                | Návštěva Pompejí. |
| 25.  | Francie                  | Marseille, Beauvallon                                                          | květen 1927         | 4. května 1927 připlul do Marseille. |
| 26.  | Francie                  | Roquebrune-Cap-Martin                                                          | 1930                | Návštěva letoviska v Roquebrune-Cap-Martin na Azurovém pobřeží. Setkání s britským ministrem zahraničí Austenem Chamberlainem 10. dubna 1930. Setkání s osobnostmi jako byl Rabíndranáth Thákur, Franz Oppenheimer a Norman Hapgood. |
| 27.  | Švýcarsko                | Montreux                                                                       | duben 1930          | Soukromá návštěva Olgy Masarykové v Montreux. |